# Катриэль, Сиприано
Сиприано Катриэль (1837 — 24 ноября 1874) — индейский вождь пампасов из династии Катриэль и полковник аргентинской армии. Он поддерживал лояльные и уважительные мирные отношения с аргентинскими креолами.

## Биография
Родился в 1837 году. Сын и преемник Хуана «Молодого» Катриэля (1807—1866). В 1866 году после смерти своего отца Сиприано Катриэль принял командование своим племенем. С 1867 года он участвовал в защите границы от других племен, враждебных аргентинским властям.
9 октября 1870 года полковник Франсиско де Элия, командующий пограничной службой в Асуле, подписал мирный договор с Сиприано Катриэлем от имени аргентинского правительства, чтобы положить конец репрессиям, которым подвергалось коренное население в ответ на жестокое обращение со стороны военных. Полковник Элиас не пользовался уважением у индейцев из-за учиненных им массовых убийств и из-за того, что он зарабатывал деньги, задерживая или воруя жалованье и пайки, которые должны были быть выданы этим воинам за службу, которую они оказывали в качестве вспомогательной кавалерии аргентинской армии.
В мае 1871 года вожди Мануэль Гранде, Чипитрус и Кальфукир были вынуждены поднять восстание против полковника Франсиско де Элия. Эти вожди подчинялись Сиприано Катриэлю, поскольку они были племенами, входившими в состав Ульмен-Пампы.
В марте 1872 года Сиприано Катриэль вместе со своими уланами участвовал в битве при Сан-Карлос-де-Боливар вместе с регулярными войсками Игнасио Риваса, которые победили вождя Кальфукуру.
В ноябре 1874 года Сиприано Катриэль стоял лагерем со своим племенем между Олаваррией и Асулом, недалеко от того места, где сейчас находится Колония-Ньевас, когда произошло вооруженное восстание Бартоломе Митре, восставшего против правительства Николаса Авельянеды. Генерал Ривас, заместитель Митры, убедил Катриэля присоединиться к его войскам, и вождь принял это предложение. Это решение вызвало вражду со стороны его брата Хуана Хосе Катриэля и некоторых воинов, которые считали его предателем, что привело к их расставанию.
Сиприано Катриэль не присоединился к войскам Бартоломе Митре, поскольку его преследовали правительственные войска под командованием командующего Иларио Лагоса. Его арестовали и отправили в тюрьму Олаваррия. Однако по просьбе его брата Хуана Хосе Катриэля 24 ноября его освободили, оставив его в полной власти. Хуан счел его предателем и, воспользовавшись случаем, приказал пронзить его копьем, привязав к его запястьям сыромятные стрекала. Вместе с ним погиб и полковник Сантьяго Климако Авенданьо. Авенданьо был генеральным интендантом индейцев, должность, которую президент Доминго Фаустино Сармьенто назначил ему в то время за его владение языком пампа. 26 ноября 1874 года произошло сражение при Ла-Верде, в котором Бартоломе Митре был разгромлен национальными войсками под командованием подполковника Хосе Иносенсио Ариаса.